# Pińczów
Pińczów (tyska: Pintschow) en stad i Święty Krzyż vojvodskap i sydöstra Polen. År 2021 hade Pińczów 10 437 invånare.

## Historia
Pińczów grundades på 1200-talet vid ett stenbrott där man bröt kalksten. Pińczów fick stadsprivilegier 1428.
Under bland andra Mikołaj Oleśnicki blev Pińczów en betydelsefull plats för reformationen i Polen. Pińczów har även en rik judisk historia.

## Geografi
Pińczów är beläget cirka 40 kilometer söder om Kielce. Regionen runt Pińczów kallas Ponidzie efter floden Nida.

## Vänort
Lista över Pińczóws vänorter:
- Bystřice
- Svodin
- Tata
- Caudry